# Абдулгамидова, Альбина
Альбина (Альвина) Абдулгамидова (Дагестанская АССР, РСФСР, СССР) — российская боксёрша.

## Карьера
Неоднократная победительница Первенства России. В апреле 2008 года в Рыбинске, уступив в полуфинале Елене Савельевой стала бронзовым призёром чемпионата России. В сентябре 2008 года в Избербаше стала серебряным призёром международного турнира по женскому боксу памяти Мурада Гамзаева.

## Достижения
- Чемпионат России по боксу среди женщин 2008 —